# Gitta Witzel
Gitta Witzel (* 16. Februar 1989 in Neubrandenburg) ist eine deutsche Schauspielerin.

## Leben und Karriere
Gitta Witzel wurde 1989 in Neubrandenburg geboren. Nach dem Fall der Mauer zog die Familie nach Baden-Württemberg, wo Witzel 2008 ihr Abitur am Hohenlohe-Gymnasium Öhringen absolvierte. Von 2009 bis 2012 studierte sie Angewandte Medienwirtschaft in Köln und Melbourne.
Noch während der Schulzeit sammelte Witzel erste Bühnenerfahrung. 2012 zog sie nach Berlin und begann im darauffolgenden Jahr privaten Schauspielunterricht zu nehmen. 2018 kehrte Witzel auf die Theaterbühne des Schauspielhaus (Berlin) zurück und war Ensemblemitglied der Musiktheater Produktion „Adam’s Passion“. 2019 stand Witzel für die englische Theaterproduktion „For fear of strangers“ in einer der Hauptrollen auf der Bühne. Beim Schauspielwettbewerb „Snowdance Top 13“, welcher 2021 erstmals auf dem Snowdance Independent Film Festival stattfand, wurde Witzel von über 200 Bewerber ausgewählt und erreichte schließlich das Finale.
Für die Amazon-Prime-Serie Deutschland 89 drehte Gitta Witzel neben Corinna Harfouch und Bettina Hoppe. In der ZDF-Miniserie Der Überfall war Gitta Witzel u. a. neben Katja Riemann, Sebastian Zimmler, Bernhard Conrad und Lorna Ishema in einer durchgehenden Rolle zu sehen. 2022 übernahm sie ihre erste Episodenhauptrolle im öffentlich-rechtlichen Rundfunk für die ZDF-Produktion Soko Wismar. 2024 folgte eine Rolle in einer Soko Stuttgart Folge.
Gitta Witzel lebt in Berlin.

## Sonstiges
2019 produzierte Witzel ihren ersten Kurzfilm, in dem sie auch eine der Hauptrollen spielte. Inspiriert vom Film Million Dollar Baby, integrierte sie Boxen als charakteristisches Merkmal ihrer Rolle.
Sie ist im Besitz des Deutschen Reitabzeichens (DRA Klasse III „bronzenes Reitabzeichen“).

## Filmografie (Auswahl)

### Kino
- 2023: Black Box

### Fernsehen
- 2017: Gute Zeiten, schlechte Zeiten (Folge: Abschied)
- 2019: Haustyrann
- 2020: Deutschland 89 (Folge: Timisoara Rebellion)
- 2021: Der Überfall
- 2022: Lauchhammer – Tod in der Lausitz (Folge: Neue Herren)
- 2023: Soko Wismar (Folge: Tödlicher Torf)
- 2024: Schneekind – Ein Schwarzwaldkrimi
- 2024: Soko Stuttgart (Folge: Das Keltengrab)